# Bursera tecomaca
Bursera tecomaca là một loài thực vật có hoa trong họ Burseraceae. Loài này được (Sessé & Moç. ex DC.) Standl. mô tả khoa học đầu tiên năm 1929.